# Ludwig Bauer (Pädagoge)

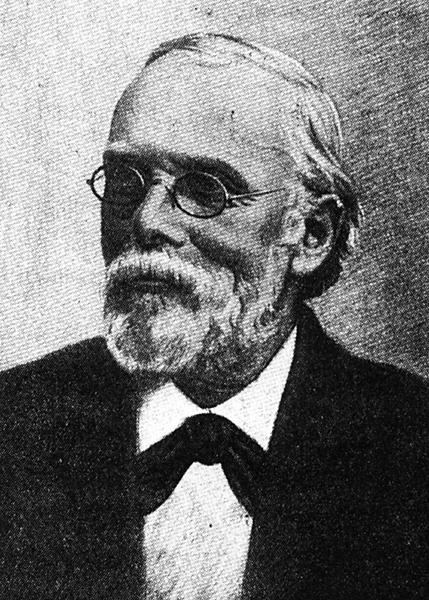
Ludwig Bauer

Ludwig Cölestin Bauer (* 19. Mai 1832 in Ingolstadt in Unterfranken; † 3. August 1910 in Augsburg) war ein deutscher Pädagoge und Schriftsteller.

## Leben
Bauer, selbst Lehrerssohn, wurde nach dem Studium in Würzburg und München Lehrer in Würzburg, Miltenberg und Kitzingen und 1872 Schulrat in Augsburg. Er setzte sich für die Modernisierung des Schulwesens, u. a. – gegen beträchtliche Widerstände – für die Simultanschule ein.
Journalistisch arbeitete Bauer für die Augsburger Abendzeitung im Bereich Musik und Theater sowie viele Jahre als Schriftleiter der Jugendlust. Er dichtete Natur-, Liebes-, Trink- und Vaterlandslieder, die er zunächst in Zeitschriften veröffentlichte, später teilweise in Sammelwerken. Für Friedrich Lux schrieb er das Libretto zur Oper Der Schmied von Ruhla. Er verfasste auch Prosaerzählungen, deren erzieherisch-religiöse Ausrichtung das Vorbild Christoph von Schmids erkennen lässt.
Nachwirkung bis in den Ersten Weltkrieg und die NS-Zeit hatte Bauers Liedtext O Deutschland hoch in Ehren, um den ihn Henry Hugo Pierson 1859 gebeten hatte. Er nahm den Text jedoch nicht in die Sammlung seiner Gedichte auf.
1861 heiratete Bauer Piersons Stieftochter, die Sängerin Dorothea Lyser, eine Tochter aus der ersten Ehe von Karoline Pierson mit Johann Peter Lyser.
Sein Sohn Reinhold (1871–1961) wurde Schauspieler in Dresden. Am 3. August 1910 starb er im Alter von 78 Jahren in Augsburg.

## Veröffentlichungen (Auswahl)
- Gedichte, zweite, veränderte Auflage, Würzburg 1864 (Digitalisat).